# KZ-Außenlager Lauingen
Die KZ-Außenlager Lauingen I, II & Birkackerhof waren von März 1944 bis Anfang April 1945 drei der 169 Außenlager des Konzentrationslagers Dachau. In ihnen mussten rund 3000 männliche KZ-Häftlinge Zwangsarbeit in 12-Stunden-Schichten leisten, vor allem für die Flugzeugteile-Produktion der Messerschmitt AG. Es gab zu wenig zu essen sowie Läuse-, Fleckfieber- und Tuberkulose-Epidemien, viele Gefangene starben.

## Zwangsarbeit für Messerschmitt
Mehr als die Hälfte der KZ-Häftlinge mussten in der Landmaschinenfabrik Ködel & Böhm ⊙  für die Messerschmitt AG Teile für Militärflugzeuge herstellen, unter anderem Triebwerksverkleidungen für das Strahlflugzeug Me 262. Die Flugzeugteile wurden im geheimen Waldwerk Kuno I bei Leipheim von Messerschmitt endmontiert. Die fertigen Flugzeuge kamen als Jagdbomber mit je zwei Bomben sowie als Jagdflugzeuge zum Einsatz.
Ein anderer Teil der Gefangenen musste neue Lager-Baracken am Birkackerhof bauen. Besonders belastend war die Zwangsarbeit in der „Pumpstation“, wo die Inhaftierten bei Entwässerungsarbeiten bis zu den Knien im Wasser standen. Wer entkräftet die 12-stündigen Tages- und Nachtschichten nicht mehr durchhielt, wurde zurückgeschickt ins KZ Dachau.

## Internierung in den KZ-Außenlagern Lauingen
Von den rund 3000 Gefangenen stammte fast die Hälfte aus der Sowjetunion, die anderen aus 22 anderen Nationen. Unter ihnen waren auch Polen, die am Warschauer Aufstand beteiligt waren. In Lauingen (Donau) selbst gab es ungefähr 100 Todesopfer. Einige von ihnen wurden ins Konzentrationslager Dachau transportiert, ebenso monatlich 40 bis 50 Häftlinge, zur Bestrafung oder bei Arbeitsunfähigkeit und Krankheit. Viele von ihnen starben.

### Lauingen I – März 1944 bis Anfang 1945 in der Landmaschinenfabrik Ködel & Böhm
Im März 1944 hat die SS die ersten 400 Häftlinge überwiegend aus der Sowjetunion und Polen aus dem KZ Dachau nach Lauingen transportiert. Sie wurden im Keller der Landmaschinenfabrik Ködel & Böhm ⊙ inhaftiert, dem ersten der drei Lauinger KZ-Außenlager. In diesem Kellerraum gab es keine Fenster, es war feucht. Die SS bewachte das Lager und sicherte es mit Stacheldraht und Wachtürmen.

### Lauingen II – August 1944 bis Anfang 1945 in der Tuchfabrik Ludwigsau J. Feller & Co.
Im August 1944 wurden weitere 300 Gefangene vom KZ Dachau nach Lauingen gebracht. Sie wurden in einer der Fabrikhallen der Tuchfabrik Ludwigsau J. Feller & Co. ⊙ untergebracht, die anderen Hallen dienten der Produktion. Die Zentrale der SS-Wachmannschaft war direkt daneben.

### Lauingen-Birkackerhof – Anfang 1945 bis Anfang April 1945
Im Dezember 1944 mussten KZ-Häftlinge in der Nähe des Birkackerhofes an der Straße nach Wittislingen Baracken für ein drittes Lager errichten, wo sich inzwischen die Birkach-Siedlung befindet ⊙. Anfang 1945 wurden die beiden Lager Lauingen I und II in das neue Außenlager Lauingen-Birkackerhof umgezogen, wo Platz für die rund 3000 Gefangenen war. Es war gesichert mit einer massiven Ziegelmauer. Schlafen mussten die Häftlinge dort auf dem Betonboden, bedeckt mit Stroh.

### Räumung des KZ-Außenlagers
Anfang April 1945 wurden einige hundert Gefangene nach Landsberg zum KZ-Außenlagerkomplex Kaufering geschickt. Am 10. oder 12. April wurde das KZ-Außenlager Lauingen aufgelöst. Die Gefangenen mussten nach Augsburg marschieren und dort zehn Tage lang Panzergräben bauen. Danach gibt es unterschiedliche Berichte. Einige gaben an, bei Meitingen durch US-Truppen befreit worden zu sein, andere berichteten, sie seien nach Donauwörth und Dachau verlegt worden.

## Hygiene, Misshandlung, Ermordung, Fluchtversuche
Die Gefangenen litten aufgrund der mangelhaften Ernährung an Hungerödemen, oft gab es nur verdorbene Lebensmittel. Die hygienischen Bedingungen waren von Beginn an katastrophal. Ohne vorhandene Waschgelegenheit kam es schnell zu einer Läuse-Epidemie. Auch die Tuberkulose breitete sich aus und befiel zehn Prozent der Inhaftierten. Schließlich kam noch das Fleckfieber hinzu. Wer krank war oder nicht mehr arbeiten konnte, wurde zurück ins KZ Dachau transportiert. Je Monat betraf dies 40 bis 50 Menschen, viele von ihnen kamen bald darauf um.
Nach Zeugenaussagen gab es etliche Misshandlungen der Gefangenen durch SS-Wachmänner, Funktionshäftlinge und Firmenangestellte, sodass manche in Folge starben. Es gab mindestens zwei Fluchtversuche. Beim einen schossen SS-Wachmännern auf beide Flüchtigen, die Tage später daran starben. Der zweite erfolgte im Herbst 1944. Beide Geflohenen wurden gefangen. Einer wurde in Dachau erhängt, der andere zur Abschreckung in Lauingen vor allen anderen Häftlingen auf einem extra dafür konstruierten Podest gehängt.

## Juristische Aufarbeitung und Gedenken
Franz Trenkle, der dritte Kommandoführer vom Frühjahr 1945, wurde im Dachauer Kriegsverbrecherprozess durch das Militärgericht der United States Army zur Todesstrafe verurteilt, das Urteil 1946 vollstreckt. Nach Übergabe der juristischen Aufarbeitung an die deutsche Justiz wurden von der Staatsanwaltschaft keine weiteren Täter ermittelt, sie stellte 1976 die Untersuchungen wie auch das Verfahren ein.
1946 wurde auf dem städtischen Friedhof Johannesstraße ein Gedenkstein aufgestellt. Die sterblichen Überreste der 62 dort beigesetzten Häftlinge wurden bis Ende der 1950er Jahre auf den KZ-Friedhof Dachau-Leitenberg umgebettet, der massive Gedenkstein war 1958 spurlos „verschwunden“, er trug die Inschrift:
Den+Opfern+des

Konzentrations

Lagers+Lauingen

zum+Gedächtnis
Dreißig Jahre später wurde 1988 eine einfache Gedenktafel an der östlichen Außenwand der Kirche St. Johannes angebracht: 
Die Lektion, die man in diesem

Leben lernen muss, ist:

Handeln – Lieben – Leiden

Johanna Franziska von Chantal

  – – –

Zum Gedenken an die Menschen

verschiedener Rassen, Religionen

und Weltanschauungen, die im

Dritten Reich in der KZ-Außenstelle

Lauingen den Tod erleiden mussten.

Die Bevölkerung der Stadt Lauingen.
Das Albertus-Gymnasium Lauingen ⊙
stellte weitere zwanzig Jahre später auf Initiative des Abitur-Jahrgangs 2012 eine vom Künstler Sándor Kecskeméti gestaltete und gestiftete Skulptur zum Gedenken an der Schule auf.